# Sanda matsuri
Sanda matsuri, le festival de Sanda, est le plus grand événement annuel de la ville japonaise de Sanda, dans la préfecture de Hyōgo. Il se tient au mois d’août. En 2013, il a eu lieu les 2 et 3 août. La première édition s'est tenue en 1978, et on a célébré ses trente-cinq ans. Il est organisé par le comité exécutif du Sanda matsuri et des bénévoles de Sanda. Il a lieu près de la gare de Sanda de la ligne JR Fukuchiyama. On célèbre ce matsuri pour prier le bouddha.
Lors du festival, on porte des habits traditionnels comme le kimono ou le yukata. Il y a des manifestations comme des baraques, un feu d’artifice et des parades. Les baraques sont alignées dans la rue commerçante,. Pour le feu d’artifice, 2 500 fusées sont tirées en 30 minutes,. Il y a ensuite une parade de danse traditionnelle japonaise.
On peut aussi voir des chars. Le hall de Satononé est utilisé pour le matsuri.